# Cantone di Ribiers
Il Cantone di Ribiers era una divisione amministrativa dell'arrondissement di Gap.
A seguito della riforma approvata con decreto del 20 febbraio 2014, che ha avuto attuazione dopo le elezioni dipartimentali del 2015, è stato soppresso.

## Composizione
Comprendeva i comuni di:
- Antonaves
- Barret-le-Bas
- Châteauneuf-de-Chabre
- Éourres
- Ribiers
- Saint-Pierre-Avez
- Salérans